# A Venda da Capela (La Gudiña)
A Venda da Capela es un caserío español situado en la parroquia de Parada de la Sierra, del municipio de La Gudiña, en la provincia de Orense, Galicia.

## Historia
A Venda da Capela y Venta da Capela son los restos que quedan del lugar de Venta da Capela perteneciente a la desaparecida parroquia de Veigas de Camba del municipio de Villarino de Conso, al ser anegada a principios de la década de los setenta del siglo XX por la creación del embalse de Las Portas.

## Demografía
| Gráfica de evolución demográfica de A Venda da Capela entre 2000 y 2022 |
|                                                                         |
| Datos según el nomenclátor publicado por el INE.                        |